# Enrique FitzClarence
Enrique FitzClarence (Petersham, 27 de marzo de 1795-India, septiembre de 1817) fue un hombre de realeza británico, uno de los hijos ilegítimos de Guillermo IV del Reino Unido con su amante de largo tiempo Dorotea Jordan.

## Biografía
Fue el segundo de los hijos ilegítimos de Guillermo IV del Reino Unido y su amante, la actriz Dorotea Jordan.
Sus padres habían dado a luz a cinco niños y cinco niñas, a los que Guillermo IV dio el apellido FitzClarence, haciendo a Jorge, el primero de ellos, conde de Munster. De los otros hijos varones, Federico se convirtió en vicegeneral, Adolfo en vicealmirante y Augustus en vicario de Mapledurham.
Nació en Petersham y en 1795 murió en India a la edad de 22 años.